# 謝別日
56°17′N 28°29′E / 56.283°N 28.483°E
謝別日（Се́беж）是俄羅斯普斯科夫州西南部的一個城市，位於距普斯科夫西南189公里。2021年 （页面存档备份，存于）人口6,246人。
1414年首見於文獻，當時受立陶宛圍攻。1772年建市。